# Denkmale in der Böttcherstraße
Die Denkmale in der Böttcherstraße in Bremen-Mitte, in und bei der 100 m langen Böttcherstraße der Bremer Altstadt, sind in der Liste der Denkmale und Standbilder der Stadt Bremen und der Liste der Brunnen der Stadt Bremen aufgeführt.

## Skulpturen, Reliefs, Brunnen und Tafelbilder

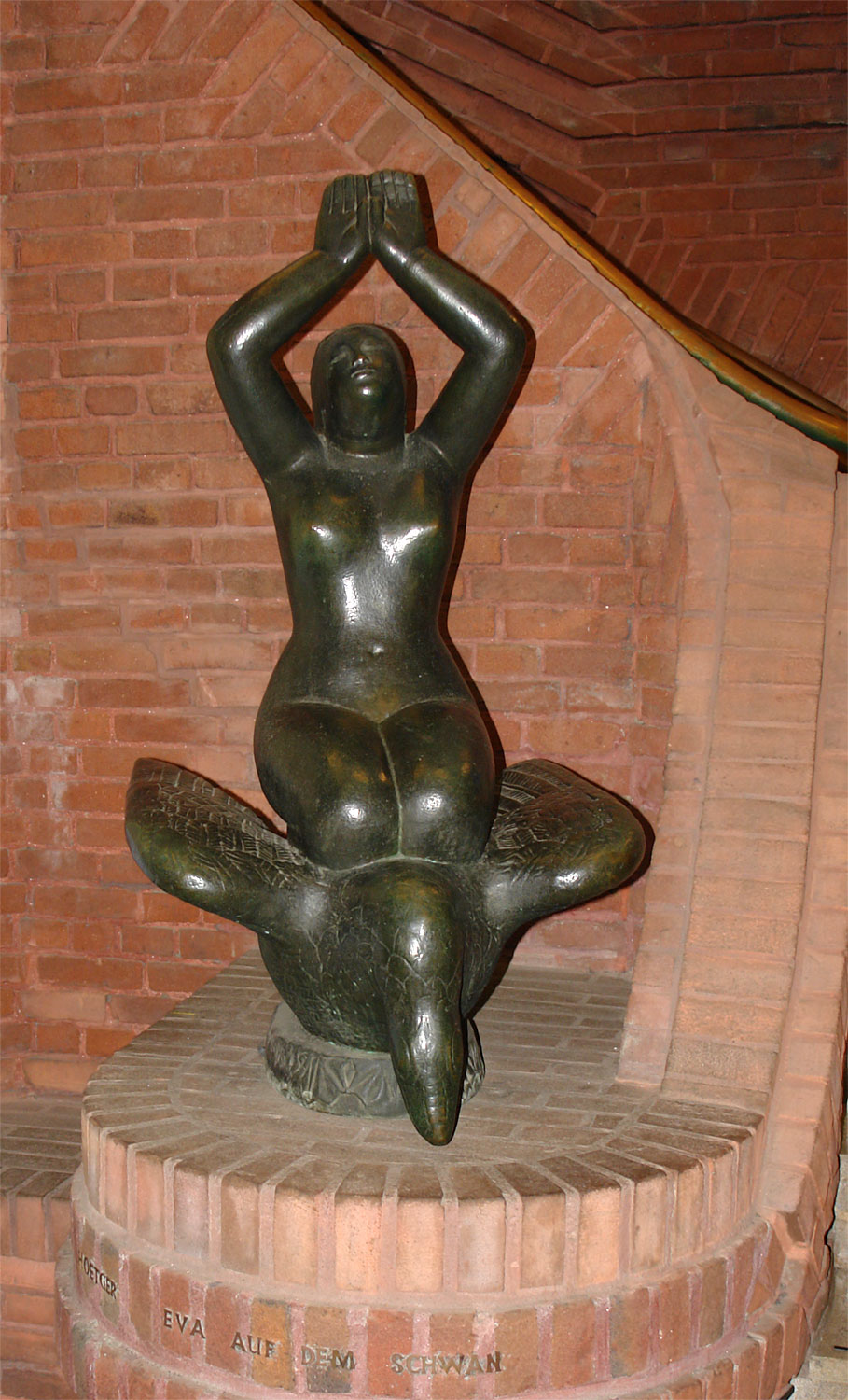
Eva auf dem Schwan
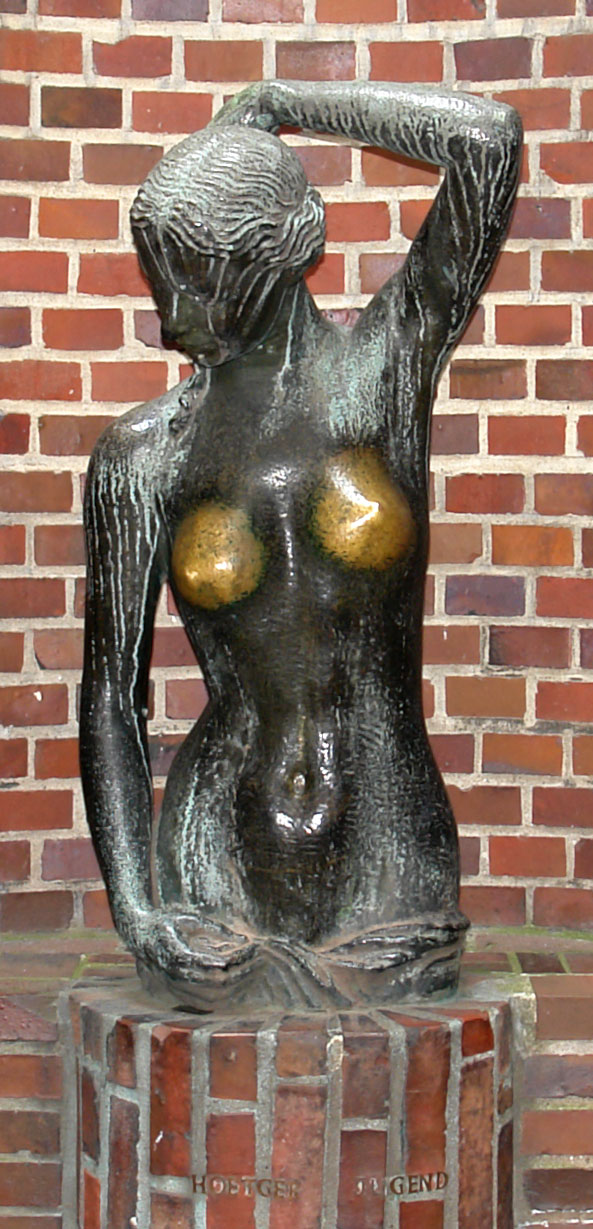
Jugend
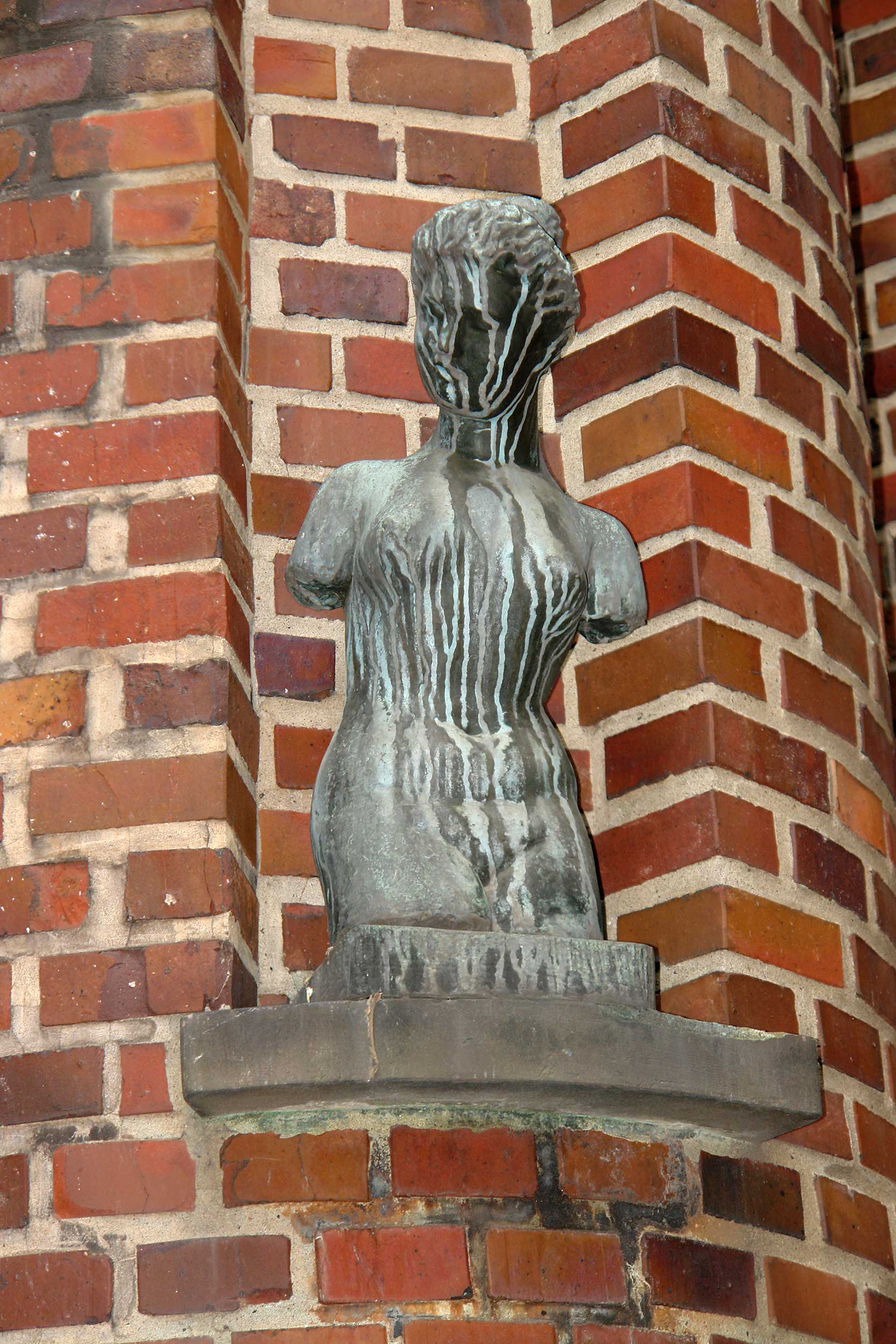
Weiblicher Torso
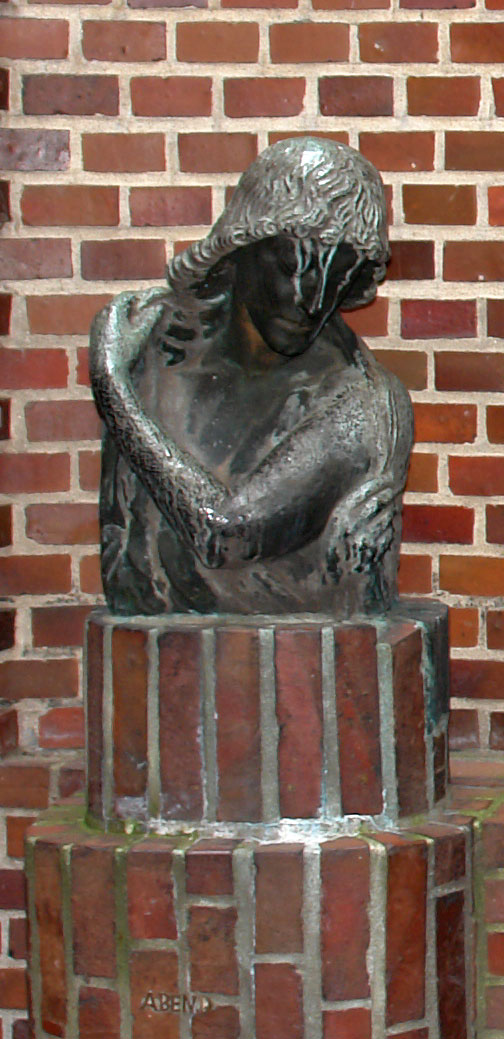
Abend
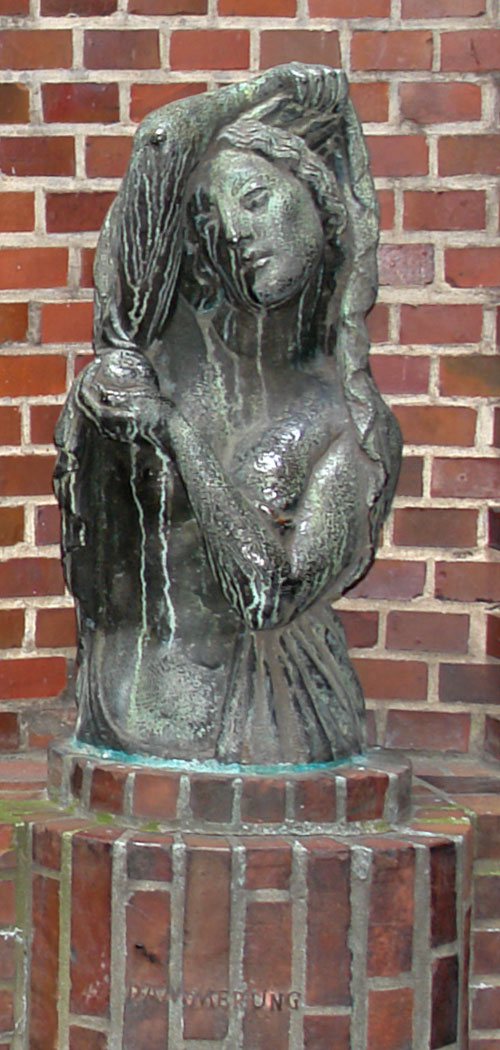
Dämmerung
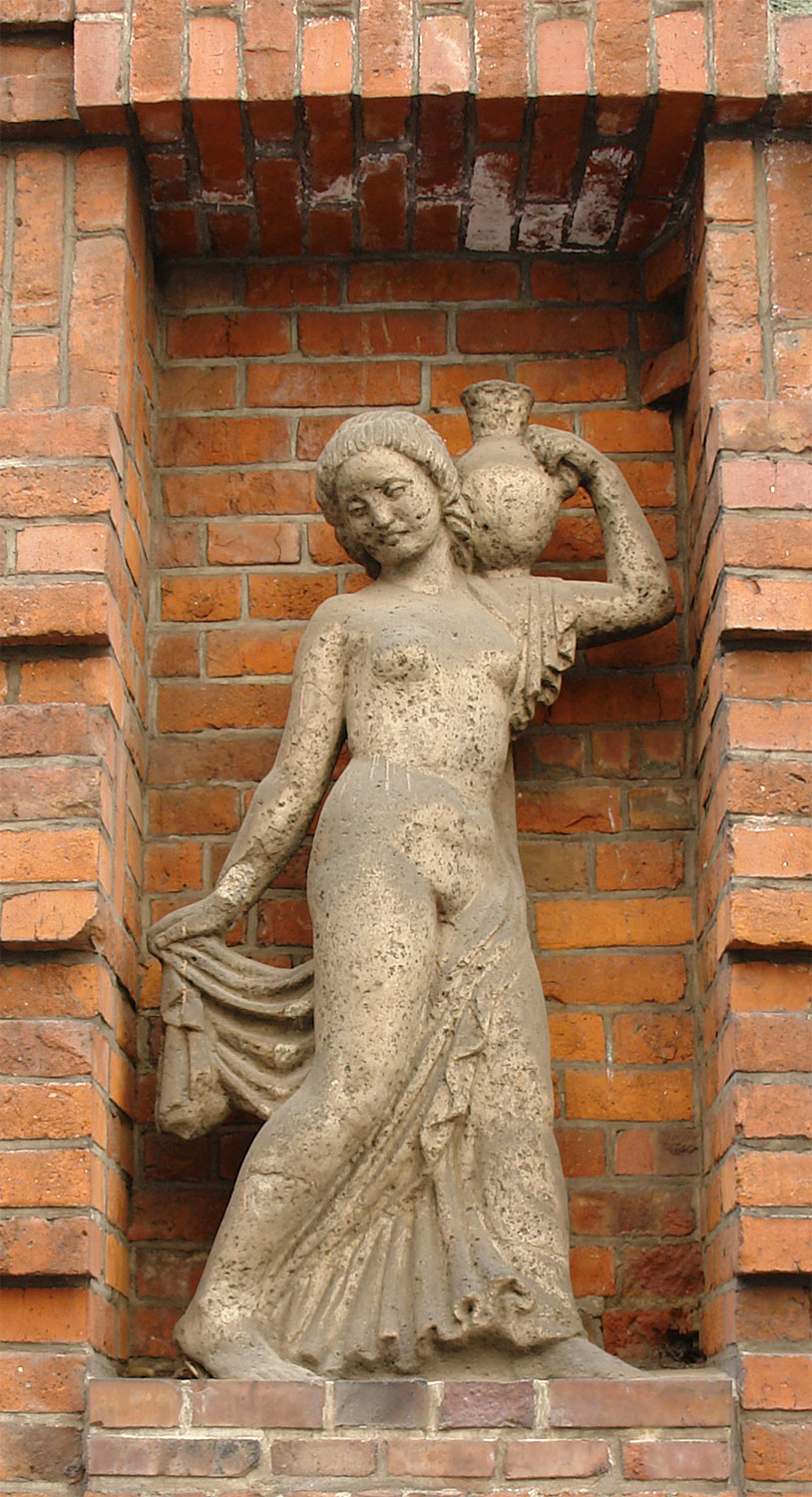
Krugträgerin
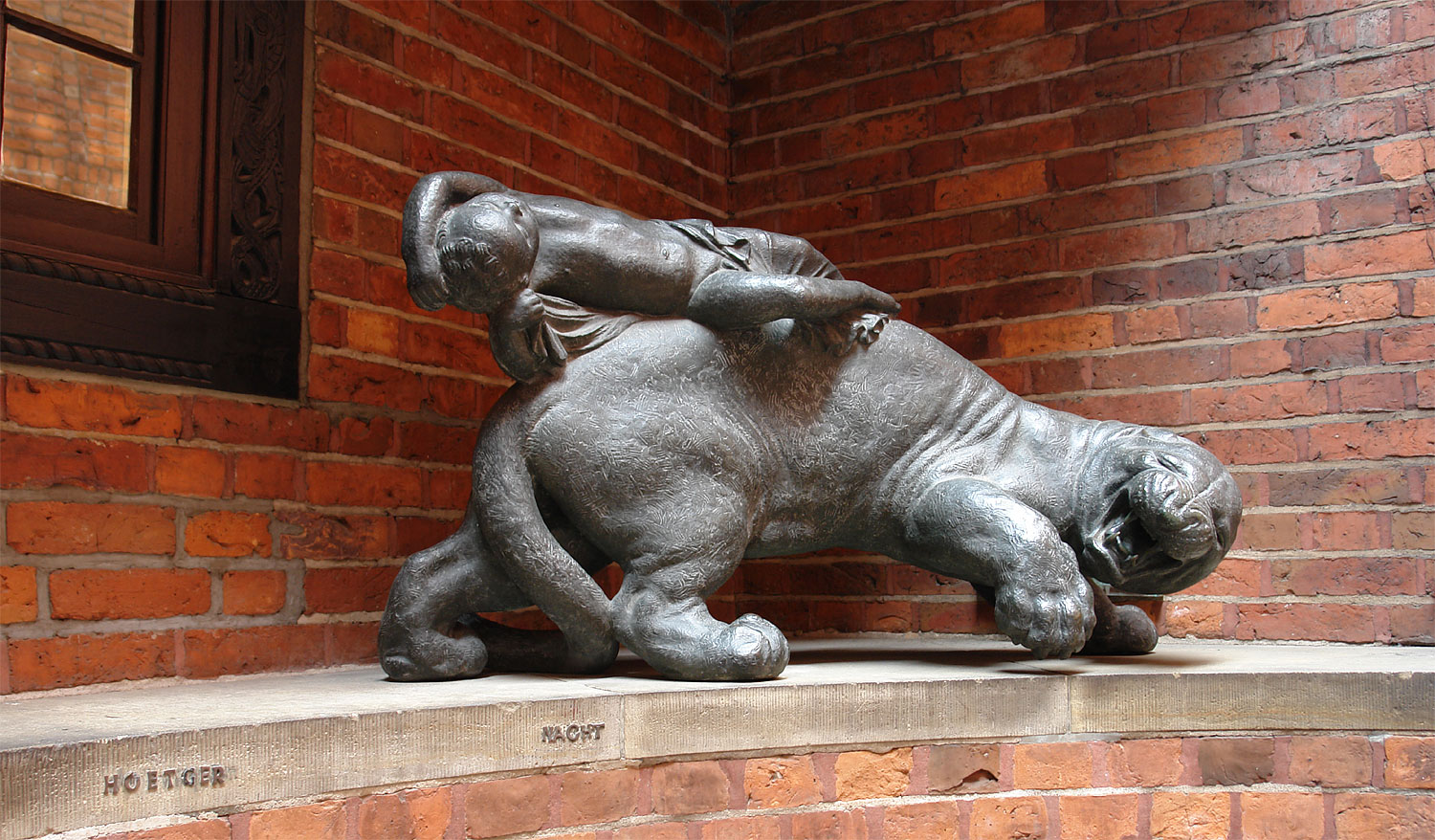
Panther
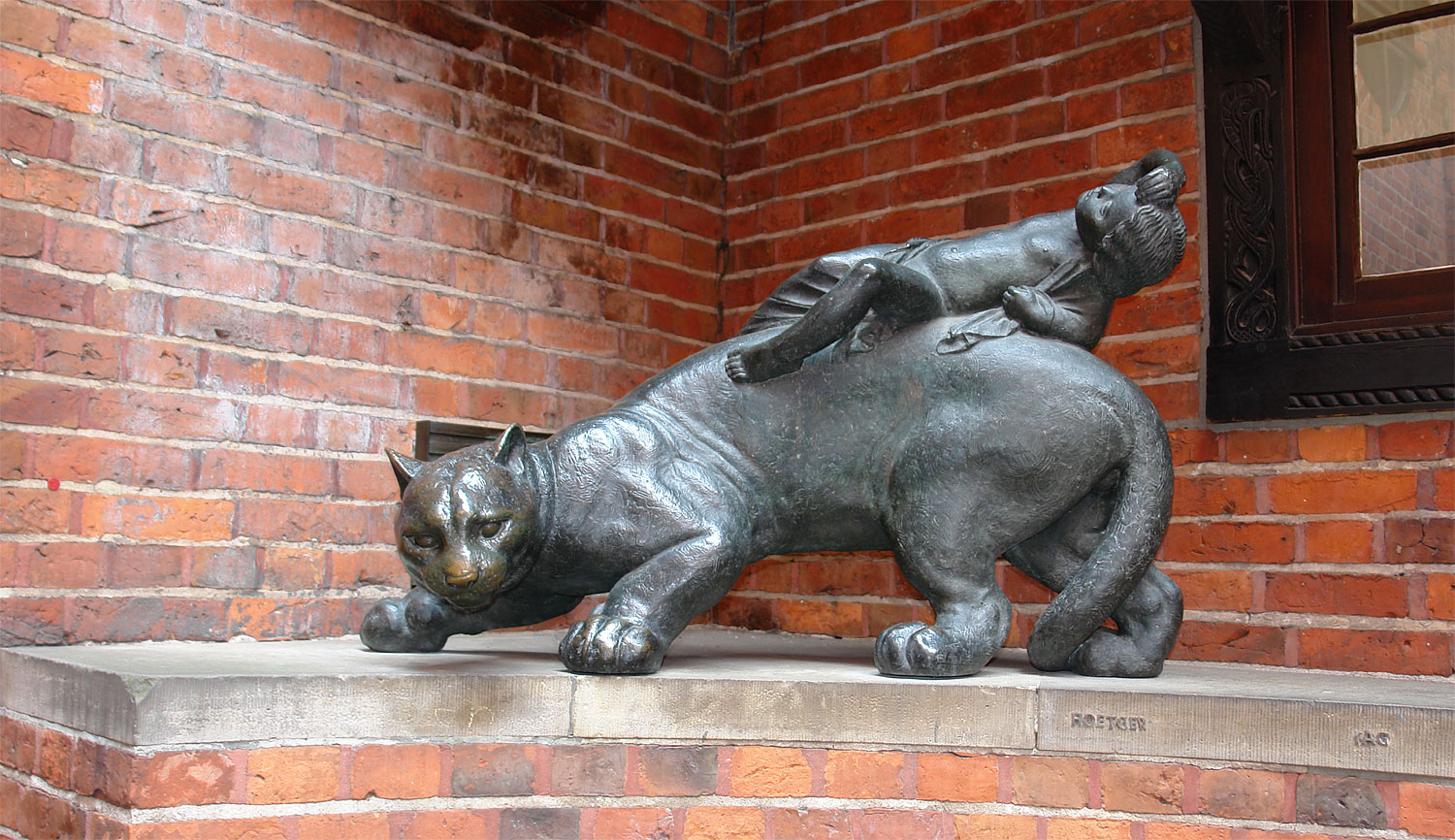
Silberlöwe
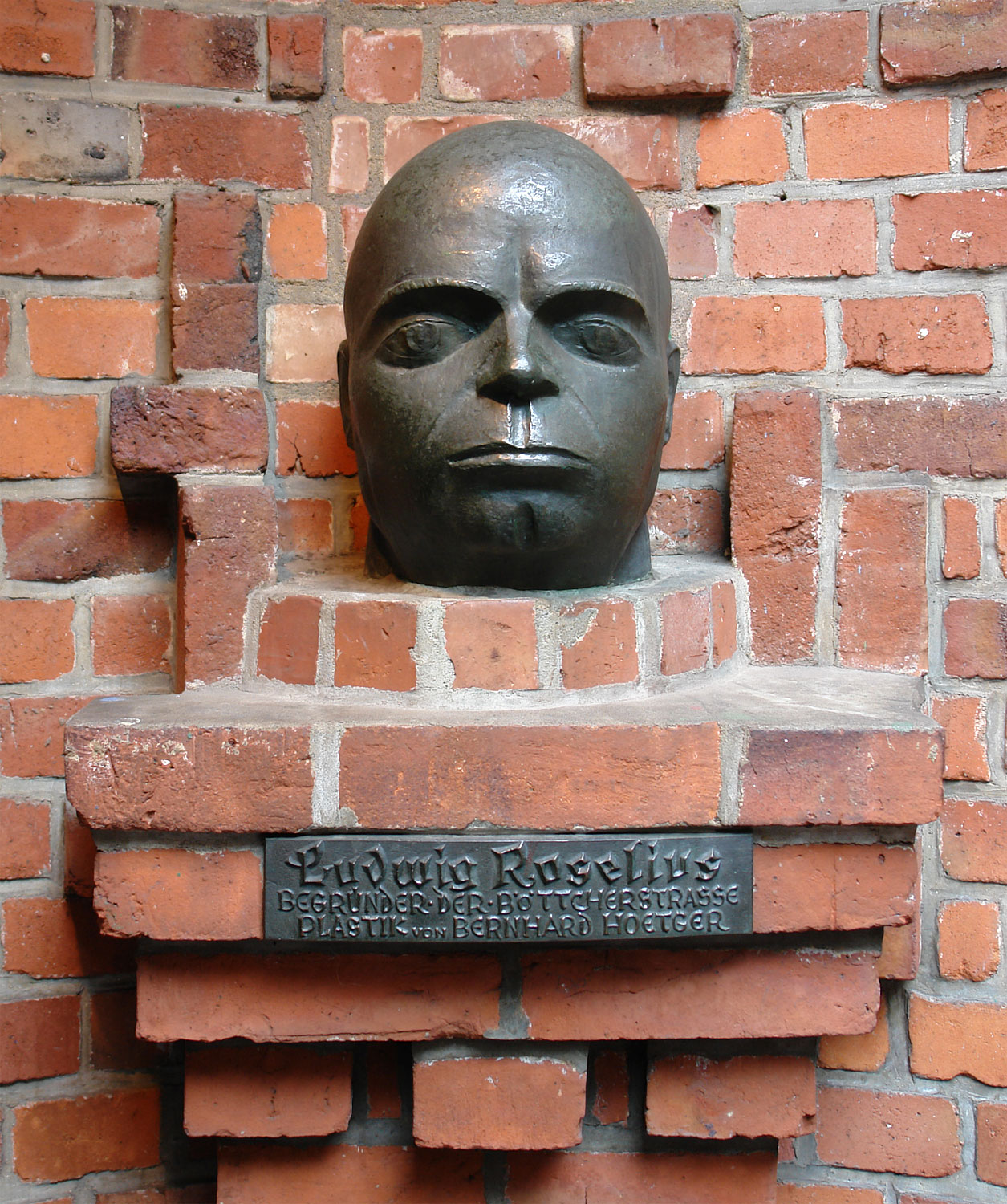
Ludwig Roselius
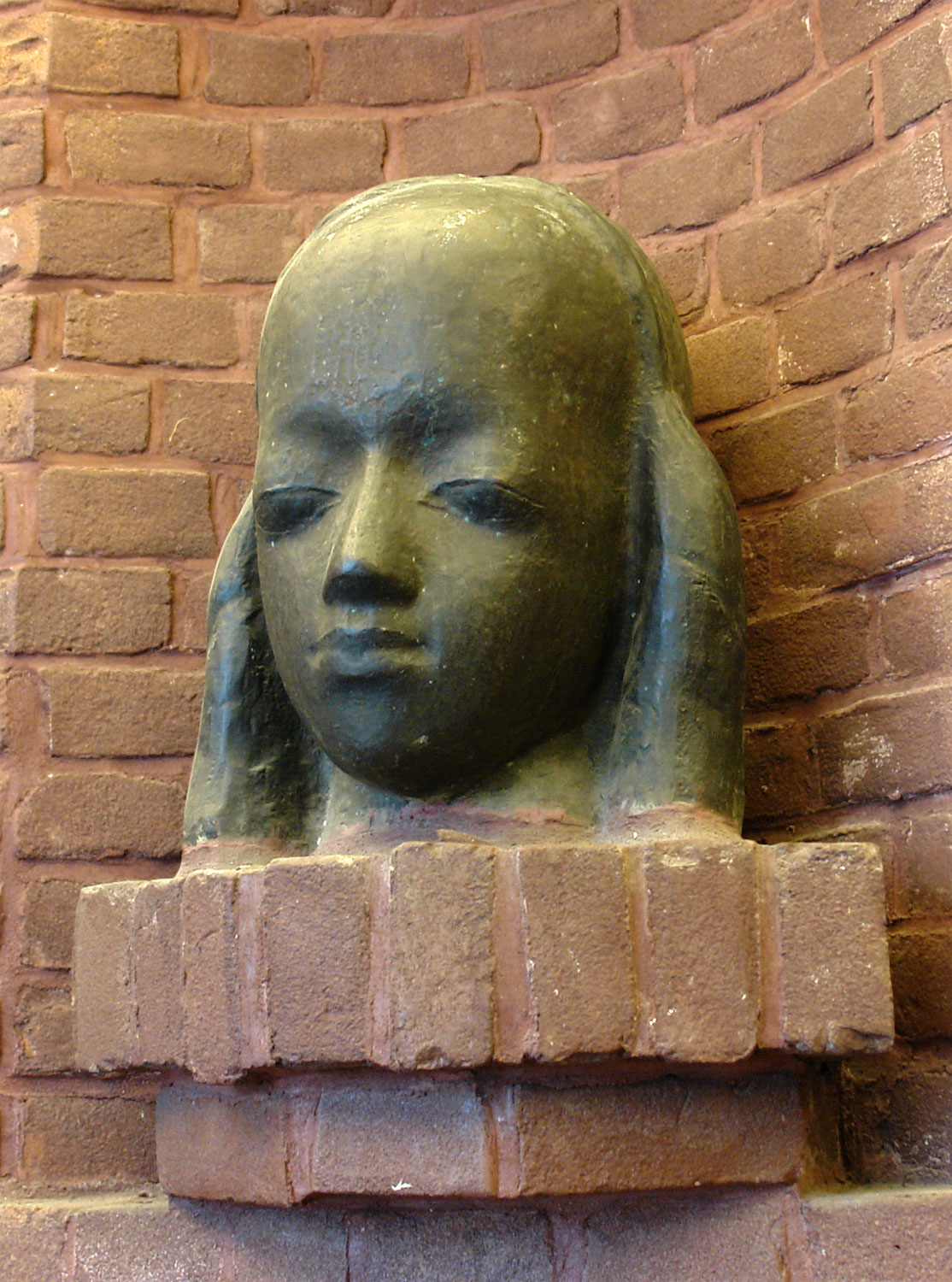
Mädchen
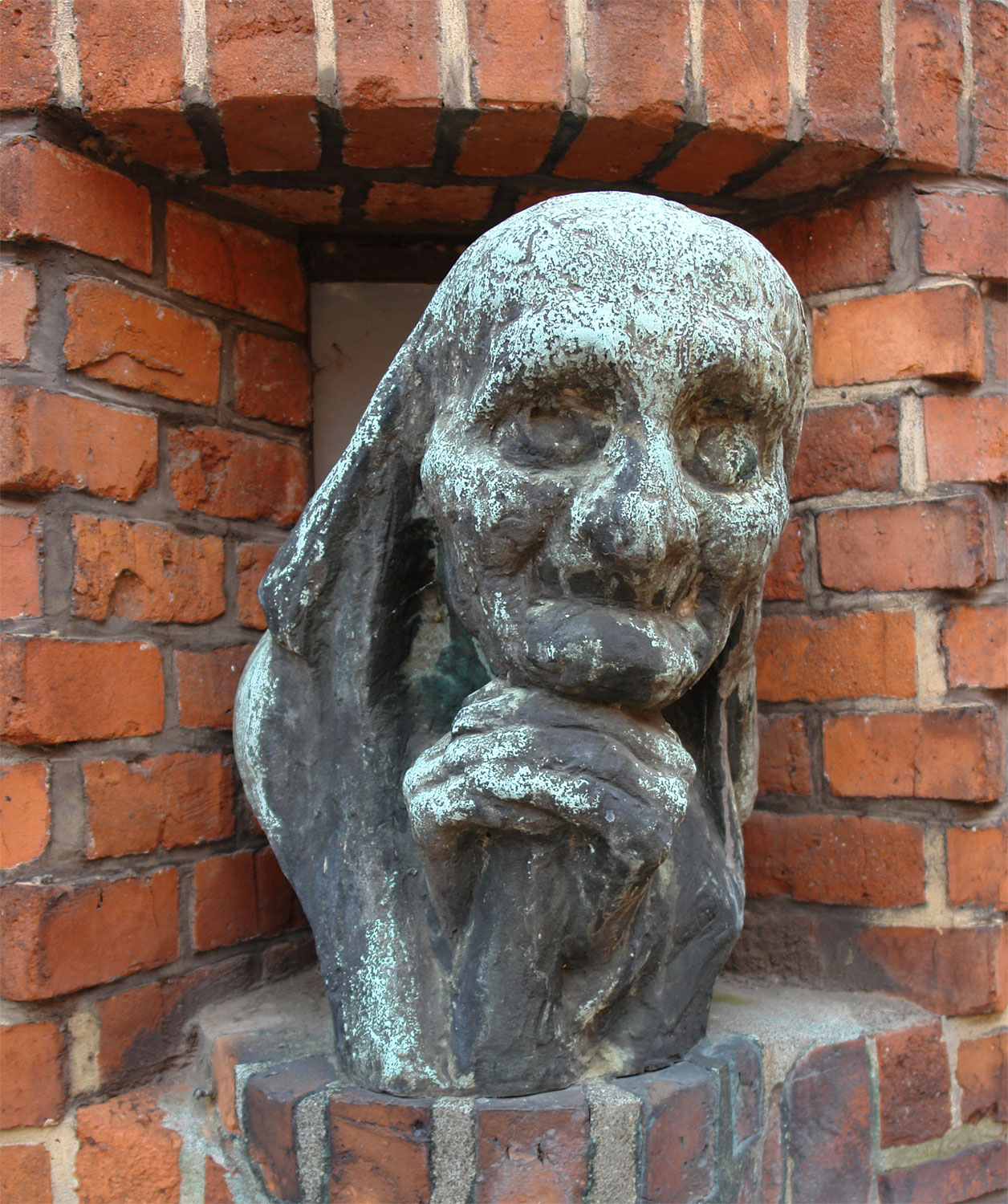
Die Moorfrau
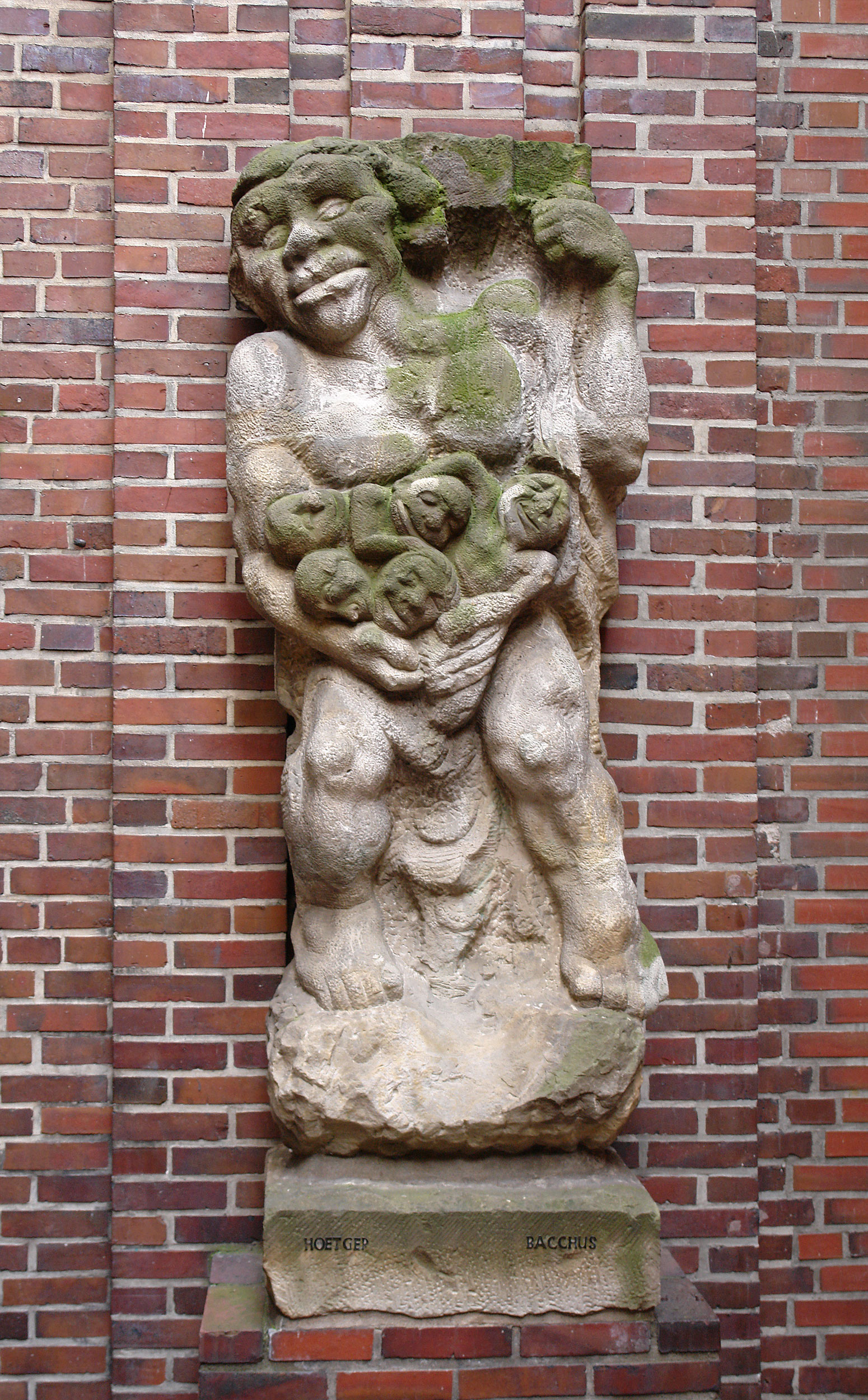
Bacchus
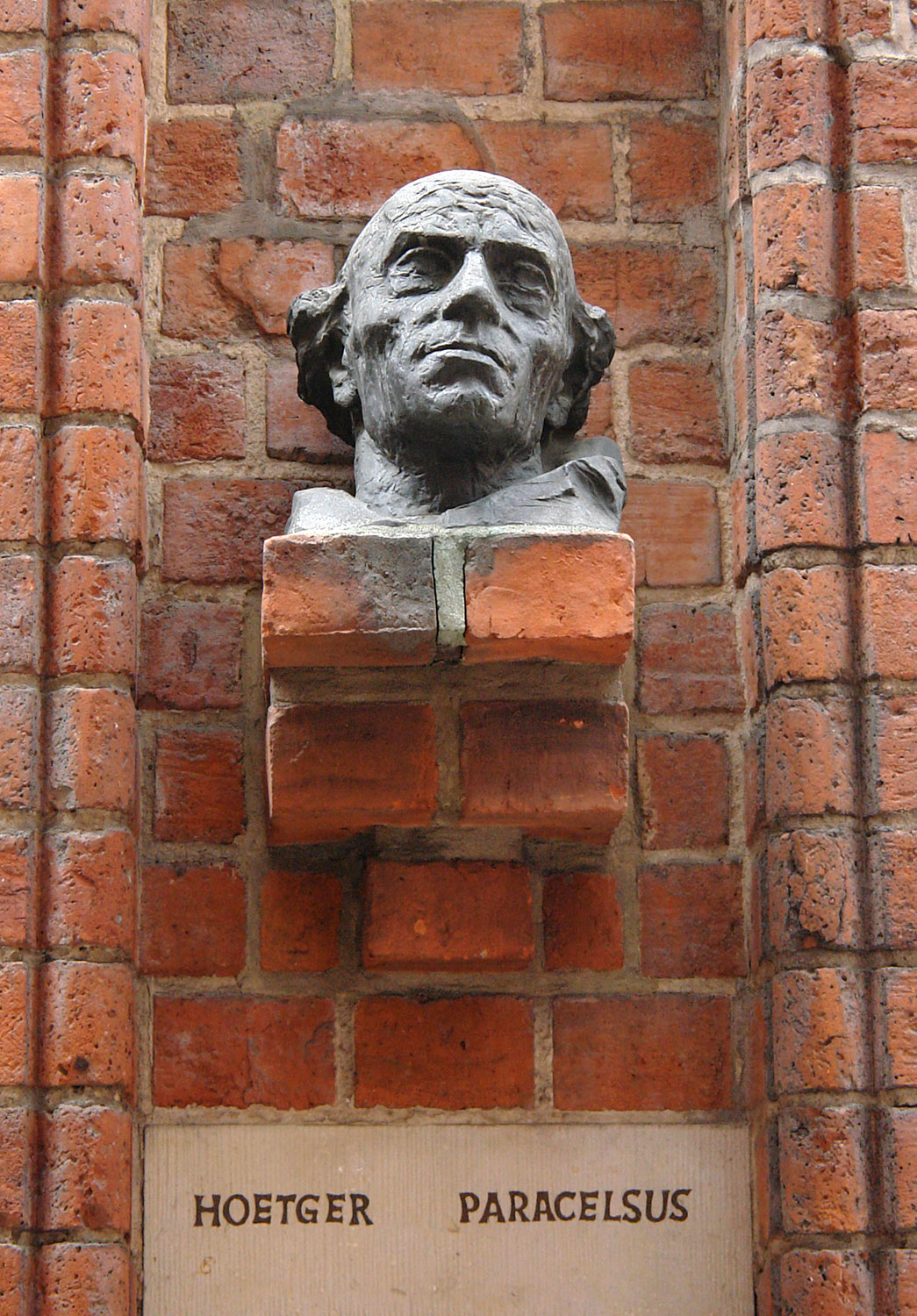
Der Arzt Paracelsus
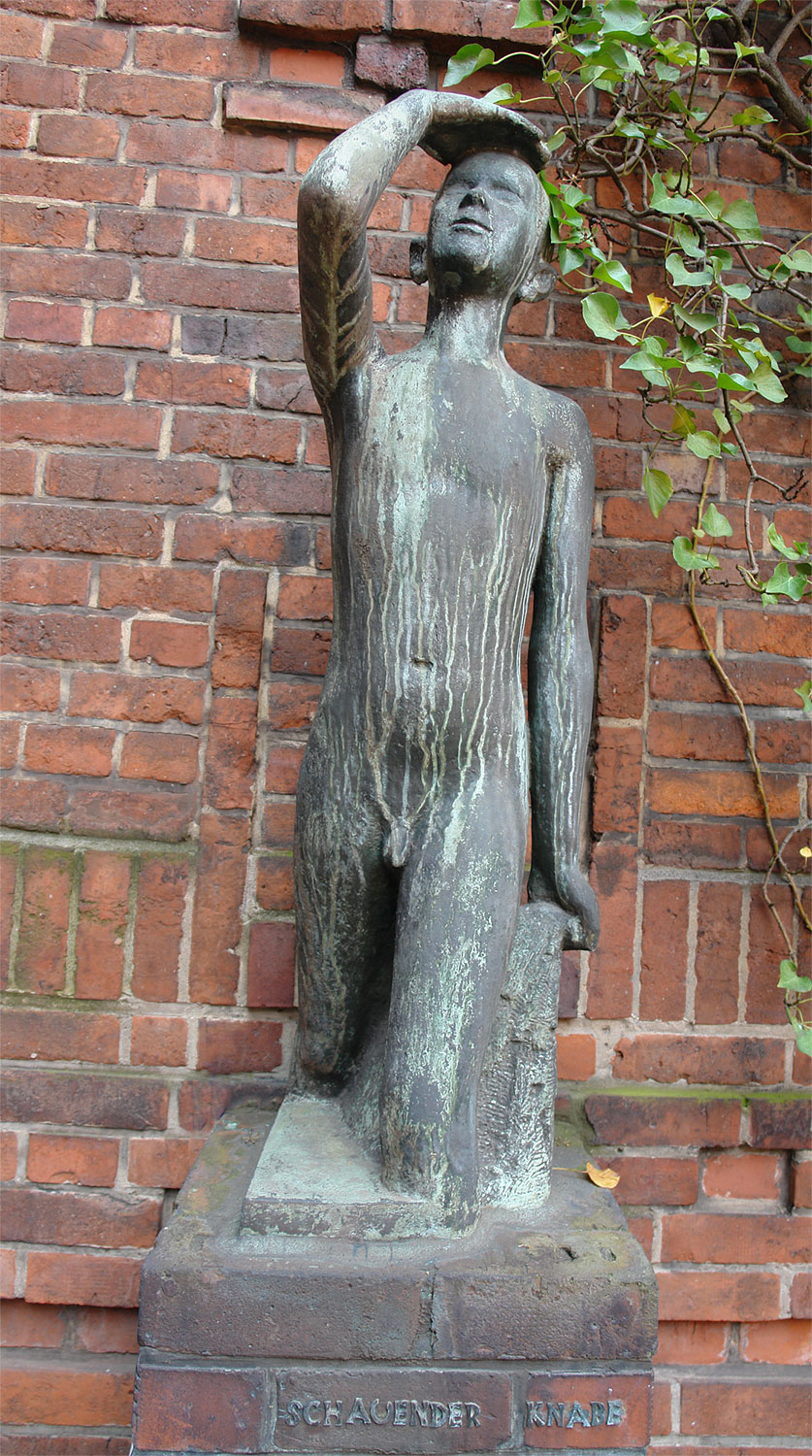
Knabe
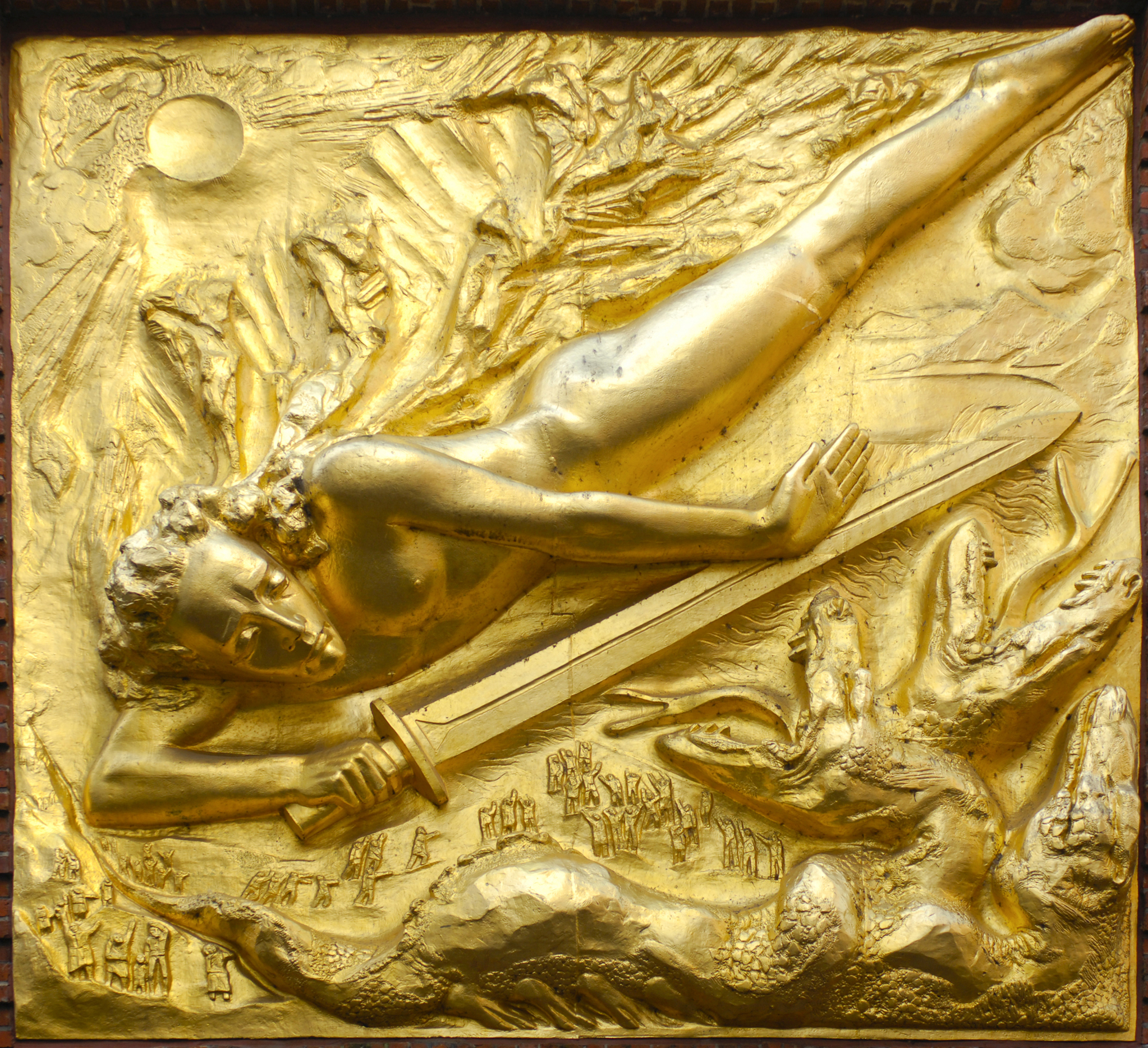
Der Lichtbringer
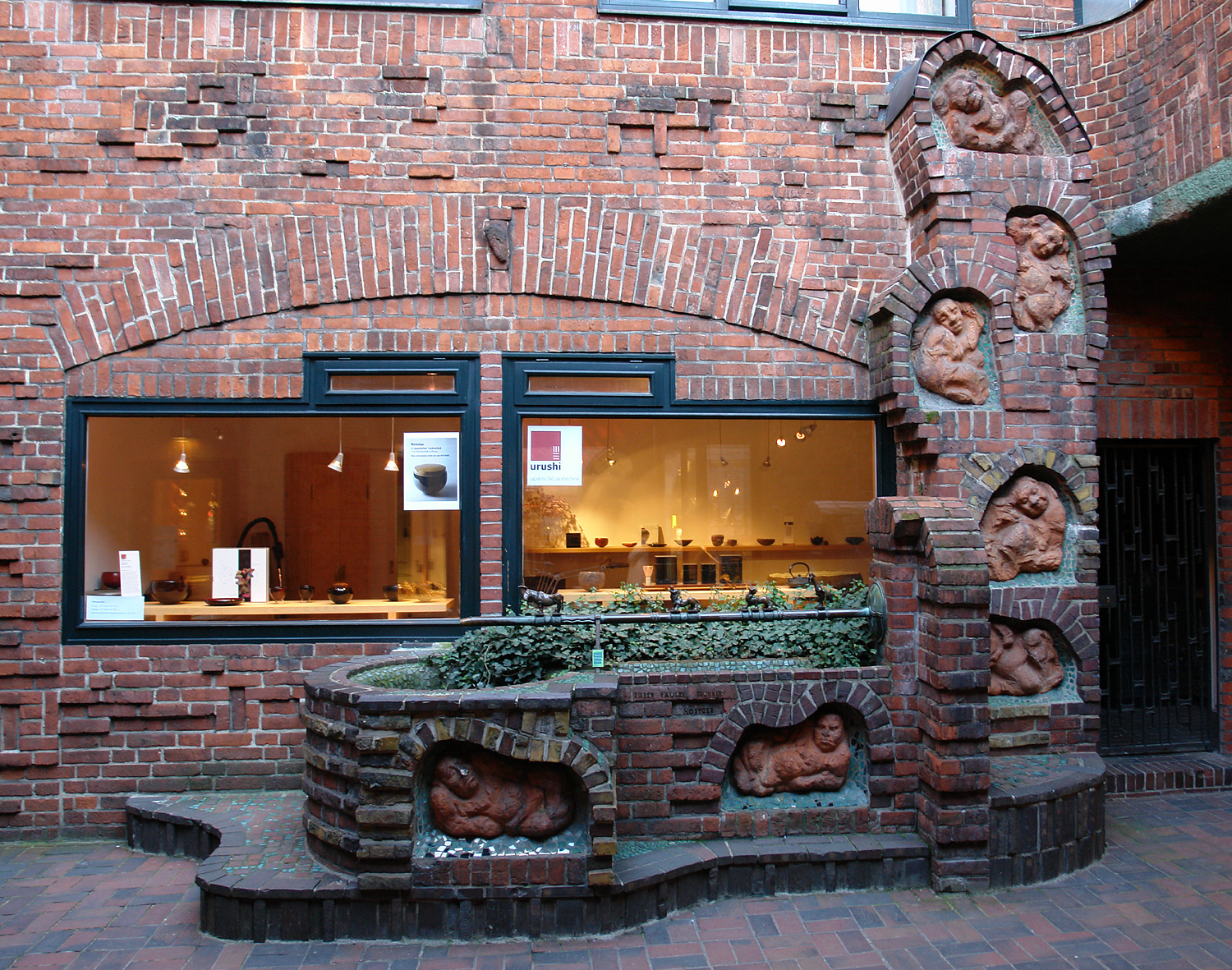
Sieben-Faulen-Brunnen

Um die 17 Skulpturen, drei Reliefs und 16 Tafelbilder befinden sich in der Böttcherstraße. Sie stammen aus der Zeit von 1906 bis 1936 von dem expressionistischen Architekt und Bildhauer Bernhard Hoetger (1874–1949). Er plante 1926/27 das Paula-Becker-Modersohn-Haus in der Böttcherstraße, in dem sich heute das Paula Modersohn-Becker Museum mit der umfangreichen Sammlung von Gemälden der Künstlerin und der Sammlung Hoetger befindet. Das Ausstellungshaus mit Verkaufsraum gestaltete er künstlerisch mit zahlreichen Skulpturen. Im Hof des Hauses, im Handwerkerhof, schuf er den Sieben-Faulen-Brunnen und die Werkstätten für Kunsthandwerker.
Im kulturpolitischen Richtungskampf der Nationalsozialisten setzte sich auch im „nordischen“ Expressionismusstreit der Ideologische Beauftragte Hitlers, Reichsleiter Alfred Rosenberg, der sich gegen „entartete Kunst“ aussprach, gegen den Propagandaminister Joseph Goebbels durch. 1936 griff Adolf Hitler deshalb auf dem Nürnberger Reichsparteitag die Kunst der Böttcherstraße scharf an:
„Wir haben nichts zu tun mit jenen Elementen, die den Nationalsozialismus nur vom Hören und Sagen her kennen und ihn daher nur zu leicht verwechseln mit undefinierbaren nordischen Phrasen und die nun in irgendeinem sagenhaften atlantischen Kulturkreis ihre Motivforschungen beginnen. Der Nationalsozialismus lehnt diese Art von Böttcherstraßen-Kultur schärfstens ab.“
Die Böttcherstraße wurde auf ausdrücklichen Wunsch Hitlers als Beispiel „entarteter Kunst“ unter Denkmalschutz gestellt, damit die „Bauwerke der Böttcherstraße der Nachwelt erhalten möchte[n] als ein abschreckendes Beispiel dafür, was in der Zeit vor unserer Machtübernahme als Kultur und Baukunst ausgegeben worden sei.“ Hoetger wurde 1938 aus der NSDAP ausgeschlossen, er emigrierte in die Schweiz.
Die zeitlich geordneten Skulpturen, Wandreliefs und der Brunnen:
- Bremer Staatswappen, Relief von 1608.
- Eva auf dem Schwan, 1906 von Hoetger aus Bronze auf der Terrasse des Paula-Becker-Modersohn-Hauses.
- Jugend, 1909 von Hoetger aus Bronze im Hoetger-Hof.
- Weiblicher Torso, 1909 von Hoetger aus Bronze im Hoetger-Hof.
- Der Tag, 1910 von Hoetger, Nachguss aus Gussstein.
- Der Abend, 1911 von Hoetger aus Bronze im Hoetger-Hof.
- Dämmerung, 1912 von Hoetger aus Bronze im Hoetger-Hof.
- Krugträgerin, 1912 von Hoetger aus Gussstein in der Straße Hinter dem Schütting.
- Madonna, Mutter und Kind, 1912 von Hoetger aus Bronze beim Eingang zum Paula-Becker-Modersohn-Haus.
- Panther, die Nacht tragend, 1912 von Hoetger aus Bronze.
- Silberlöwe, den Tag tragend, 1912 von Hoetger aus Bronze.
- Ludwig Roselius-Büste, 1922 von Hoetger aus Bronze im Handwerker-Hof. Ludwig Roselius (1874–1943) war ein Bremer Kaffeekaufmann und Gründer der Firma Kaffee HAG; als Mäzen förderte er Künstler wie Paula Modersohn-Becker und Hoetger. Er baute die Böttcherstraße als Kunstwerk auf.
- Mädchenkopf, 1924 von Hoetger aus Bronze im Aufgang zum Paula-Becker-Modersohn-Haus.
- Moorfrau, 1924 von Hoetger aus Bronze auf der Terrasse des Paula-Becker-Modersohn-Hauses.
- Bacchus, 1928 von Hoetger aus Bronze im Hoetger-Hof; Bacchus, Gott des Weines in der griechischen Mythologie.
- Der Robinsonzyklus von 1930/1954 mit sechs großformatigen Holztafeln im Treppenhaus des Robinson-Crusoe-Hauses, geschnitzt von Theodor Schultz-Walbaum: Motive aus dem Leben von Robinson Crusoe aus dem Roman von Daniel Defoe.
- Die Ozeanbezwinger, 1930, Reliefs von Hoetger und Victor Kopytko auf zehn Bildtafeln am Haus des Glockenspiels.
- Kopf Paracelsus, 1936 von Hoetger aus Bronze; Paracelsus (1493–1541) war ein bedeutender universeller Arzt, Alchemist, Astrologe, Mystiker, Laientheologe und Philosoph am Anfang der Neuzeit.
- Schauender Knabe, 1936 von Hoetger aus Bronze auf der Terrasse des Paula-Becker-Modersohn-Hauses.
- Schreitende, 1936 von Hoetger aus Bronze auf der Terrasse des Paula-Becker-Modersohn-Hauses.
- Der Lichtbringer, wurde 1936 von Hoetger als vergoldetes Fassadenrelief (quadratisch: 383 × 383 cm) aus Bronze über dem marktseitigen Eingang der Böttcherstraße hergestellt. Ein lockiger, schwerthaltender, unbekleideter Jüngling wehrt ein dreiköpfiges Schlangen- oder Drachenwesen ab. Angedeutete Flügel können auch als ein wehender Umhang interpretiert werden. Der Lichtbringer überdeckte den unteren Teil des Hoetger-Klinkerreliefs (1927), dass die NS-Machthaber seit 1933 heftig kritisierten. Nach dem Zweiten Weltkrieg wurde die Gestalt überwiegend als Erzengel Michael ausgegeben.
- Sieben-Faulen-Brunnen, 1930 von Hoetger entworfen. er Backsteinbrunnen wurde vom Keramiker Otto Meier, die Skulpturen aus Bronze von Hoetger ausgeführt. Die Legende der Sieben Faulen wurde von dem Bremer Volksmärchen-Schriftsteller Friedrich Wagenfeld (1810–1846) 1845 publiziert, wonach sieben Söhne eines armen Bauern in die Welt hinaus zogen und mit innovativen, rationalisierenden und Arbeit einsparenden Ideen zurückkamen, die sie realisierten. Die neidischen Nachbarn aber sagten nur: ‚Die sind nur zu faul zu arbeiten‘.

### Hoetger-Werke
Von Hoetger stammen zudem einige Werke, die in Worpswede in der Künstlerkolonie Worpswede stehen wie der Niedersachsenstein (1922), der Bonze des Humors (1914) und zahlreiche Skulpturen im Hoetger-Garten bei seinem ehemaligen und abgebrannten Haus Brunnenhof.

Zudem befinden sich u. a. Werke von ihm in Bad Harzburg, Darmstadt, Hannover, Hörde und Leipzig.
Alle oben aufgeführten Hoetger-Werke stehen unter Denkmalschutz.

Die Kulturbehörde beschreibt diese Werke Hoetgers online.

### Figurentafeln der Ozeanbezwinger
Die zehn zum Glockenspiel rotierenden Bildtafeln der Ozeanbezwinger sind aus Holz (1930). Am Haus des Glockenspiels sind die Reliefs von Hoetger und Victor Kopytko zu sehen. Die Tafeln sind nur sichtbar, wenn das Glockenspiel vom 1. April bis 31. Dezember zwischen 12.00 und 18.00 Uhr zu jeder vollen Stunde spielt und von 1. Januar bis 31. März um 12.00, 15.00 und 18.00 Uhr.
| Eriksson, Karlsefni | Pining, Pothorst | Columbus | Fulton | König | Scott, Brown, Alcock | Lindbergh | Köhl, Fitzmaurice, Freiherr von Hünefeldt | Graf Zeppelin, Eckener | Erde, Mond, Sterne, All |

1. Leif Eriksson und Thorfinn Karlsefni, isländische Seefahrer um 1010, Erstentdecker Nordamerikas bzw. Grönlands
2. Didrik Pining und Hans Pothorst, deutsche Entdecker u. a. Neufundlands um 1473/76
3. Christoph Kolumbus (~1451–1506), italienischer Entdecker Amerikas
4. Robert Fulton (1765–1815), US-Ingenieur, baute das erste Dampfschiffe baute
5. Paul König (1887–1933), war 1916/17 deutscher Kapitän eines Handels-U-Bootes
6. Brown und Alcock, britische Piloten, 1919 erster Nonstopflug über den Atlantik; sowie Scott, britischer Luftschiffpilot, 1919 erste Luftschiff-Atlantiküberquerung
7. Charles Lindbergh (1902–1974), US-Pilot, 1927 erste Atlantiküberquerung von West nach Ost
8. Köhl, Fitzmaurice, Freiherr von Hünefeld, 1928 erste Atlantiküberquerung von Ost nach West
9. Graf von Zeppelin, Hugo Eckener, deutsche Luftschiffkonstrukteure
10. Erde, Mond, Sterne und das All sowie eine Hand und Fußspuren und der Text: „Leif Erikson: ..Ihr kennt nur Kenntnis. Ihr kennt nicht des Willens heissen Trieb, der Kenntnis erst gebiert.“